# Den kinesisk-koreanske venskabsbro
Den kinesisk-koreanske venskabsbro (kinesisk skrift: 中朝友誼橋; hangul: 조중우의교) knytter Dandong i Kina sammen  med Sinŭiju i Nordkorea. Broen der er 940 meter lang, krydser floden Yalu og både biler og tog kan passere. Fodgængere er forbudt. Nutidens navn er fra 1990, da den blev omdøbt fra Yalu-broen.
Den ældste af de to broer på stedet blev bygget mellem maj 1909 og oktober 1911. Denne blev bombet og skadet på den nordkoreanske side af grænsen under Koreakrigen i 1950 og i 1951 i et forsøg på at hindre at kinesiske soldater i at få adgang til Korea. Broen står i dag som da den blev bombet. Den er i dag en af seværdighederne på stedet, med platforme med kikkerter hvor man kan se ind i Nordkorea. Den nye bro blev konstrueret af den japanske okkupationsmagt i Kina og Korea mellem april 1937 og maj 1943 og blev også skadet under Koreakrigen, men blev repareret efter krigen. 
Tog mellem Kina og Nord-Korea trafikerer broen daglig, og grænsen er relativt åben, blandt andet fordi broen er en af de få bilveje som knytter Nordkorea til omverdenen. 
40°6′54″N 124°23′34″Ø / 40.11500°N 124.39278°Ø